# إمبراطورية ناندا
حكمت أسرة ناندا الجزء الشمالي من شبه القارة الهندية خلال القرن الرابع قبل الميلاد وربما خلال القرن الخامس قبل الميلاد. أطاحت أسرة ناندا بسلالة شيشوناغا في منطقة ماجادها في شرق الهند، وسعوا لتشكيل إمبراطوريتهم التي شملت أغلب شمال الهند. تختلف المصادر التاريخية القديمة اختلافًا كبيرًا فيما يتعلق بأسماء ملوك ناندا ومدة حكمهم، ولكن استنادًا إلى السجلات البوذية التي عُثر عليها في ماهافامسا يبدو أنهم حكموا في الفترة الممتدة بين أعوام 345 ق.م-322 ق.م، على الرغم من أن بعض النظريات تقترح أنَّ حكمهم يعود إلى القرن الخامس قبل الميلاد.
يحدد المؤرخون المعاصرون الملك أغرامس المذكور في الروايات اليونانية الرومانية القديمة كملك من أسرة ناندا، وصف مؤرخو الإسكندر الأكبر الذين رافقوه في غزوه لشمال غرب الهند في عام 327 ق.م هذا الملك بأنه حاكم يملك قوة عسكرية كبيرة، وأدى احتمال الحرب ضد هذا الملك إلى تمرد بين جنود الإسكندر، وهو الأمر الذي اضطره في النهاية إلى الانسحاب من الهند دون خوض معركة ضده.
اعتمد ملوك ناندا على نجاحات أسلافهم في هاريانكا وشيشوناغا، فأنشؤوا حكمًا أكثر مركزية، وجمعوا ثرواتٍ كبيرة تعود ربما لاستخدام نظام جديد للعملات والضرائب. تشير المصادر التاريخية القديمة أيضًا إلى أن ملوك ناندا لم يحظوا بشعبية بين رعاياهم بسبب ضرائبهم الباهظة وسلوكهم العام السيء، أطاح تشاندراجوبتا موريا مؤسس إمبراطورية موريا بآخر ملوك ناندا وقضى على حكمهم.

## الأصول
تصف المصادر التاريخية الهندية واليونانية والرومانية مؤسس السلالة بأنه كان صغير السن عندما استلم الحكم، ووفقًا للمؤرخ اليوناني ديودوروس الذي عاش في القرن الأول قبل الميلاد، كان ملك ناندا الذي عاصر الاسكندر ابن حلاق، وعمل كحلاق في القصر الملكي حتى اغتال الملك في النهاية واستولى على السلطة وقتل كل الأمراء المعارضين.
تدعي مصادر تاريخية أخرى أن مؤسس سلالة ناندا كان يتحدر من سلالة ملكية سابقة، لكن المصادر الهندية واليونانية والرومانية تتفق على قصة الحلاق، ما يجعلها أكثر موثوقية.

## فترة ريجنال
لا يوجد إجماع حقيقي بين المصادر التاريخية القديمة فيما يتعلق بالفترة الزمنية لحكم أول ملوك ناندا، فمثلًا يحدد ماتسيا بورانا فترة حكم أول ملوك ناندا بنحو 88 سنة، في حين تنص بعض المصادر الأخرى على أنها 40 سنة، فيما يقول الباحث البوذي تارانثا من القرن السادس عشر تلك الفترة بنحو 29 عامًا فقط.
يبدو اليوم من الصعوبة بمكان تحديد تاريخ محدد لسلالات ناندا وغيرها من السلالات المبكرة التي حكمت في ماجادها. يحدد المؤرخان عرفان حبيب وفيفيكاناند جحا تاريخ حكم الملك ناندا من 344 ق.م إلى 322 ق.م بالاعتماد على السجلات البوذية السريلانكية التي تنص على أن ناندا حكم لمدة 22 عامًا، تقترح نظريات أخرى تعتمد على الحسابات الفلكية أن أول ملك ناندا اعتلى العرش في 424 قبل الميلاد، تعتمد على هذه النظرية على بعض النقوش التي عثر عليها في أحد الكهوف القديمة، فيما يقول ميروتونغا وهو أحد الكاتب من القرن الرابع عشر: إن ملك تشاندرا براديوتا توفي في نفس الليلة التي مات فيها زعيم جاين ماهافيرا وخلفه ابنه بالاكا الذي حكم لمدة 60 عامًا، وبعد ذلك استولت أسرة ناندا على السلطة واستمر حكمهم لمدة 155 عامًا وشمل تسعة ملوك، مما يعني أن حكم أسرة ناندا استمر من عام 467 ق.م إلى عام 312 ق.م، يعتقد المؤرخ ماجومدار أنه ورغم أننا لا نستطيع قبول جميع التفاصيل الرقمية التي قدمها ميروتونغا المقدمة بدون أدلة داعمة، ولكننا لا يمكن أن نعتبرها غير موثوقة ما لم تتعارض مع مصادر أكثر تأكيدًا منها.

## ملوك ناندا
تنص السجلات البوذية واليانية والبورانية على وجود تسعة ملوك ناندا، ولكن هذه المصادر تختلف اختلافًا كبيرًا على أسماء هؤلاء الملوك، أما السجلات اليونانية والرومانية فتقول أن حكم ناندا امتد لجيلين فقط، فمثلًا يشير المؤرخ الروماني كورتيوس الذي عاش في القرن الأول الميلادي إلى أن مؤسس السلالة كان حلاقًا وأصبح ملكًا، وأن ابنه كان آخر ملوك السلالة التي أطاح بها تشاندراجوبتا، وتشير المصادر اليونانية إلى أنَّ اسم ملك ناندا المعاصر للإسكندر كان أغراميس أو إكساندراميس.
تشير بعض المصادر التي جمعت في الهند في القرن الرابع الميلادي أن ملوك ناندا حكموا لجيلين، وأنَّ مؤسس السلالة يدعى ماهابادما وحكم لمدة 88 عامًا، في حين ذكرت مصادر أخرى أن مدة حكمه لم تتجاوز 28 عامًا، وأن أبناء ماهابادما الثمانية حكموا على التوالي لمدة 12 عامًا، وأشهرهم سوكالبا، أما النصوص البوذية السريلانكية فتذكر تسعة ملوك من أسرة ناندا، كانوا أخوة وحكموا على التوالي لمدة 22 عامًا.

## اتساع الإمبراطورية
تقع عاصمة مملكة ناندا في باتاليبوترا -بالقرب من باتنا اليوم- في منطقة ماجادها في شرق الهند، وهو الأمر الذي تؤكده السجلات البوذية والسنسكريتية، ويبدو أن إمبراطورية ناندا امتدت من البنجاب في الغرب إلى أوديشا في الشرق، ويشير تحليل مختلف المصادر التاريخية، بما في ذلك الروايات اليونانية القديمة إلى أن مملكة ناندا كانت تسيطر على شرق الهند ووادي الغانج وعلى جزء من كالينجا، ومن المحتمل أيضًا أنهم سيطروا على منطقة أفانتي في وسط الهند، ما أتاح لخليفتهم تشاندراجوبتا موريا غزو غرب الهند.
يذكر بوراناس أن ملك ناندا الأول ماهابادما دمر الممالك القريبة وحصل على سيادة بلا منازع، ووسع مملكته لتشمل بعض المناطق التي كانت تحت سيطرة سلالة ماجادها في عهد الملك أجاتاشرو في القرن الخامس قبل الميلاد، وأخضع ملوك ناندا القبائل المحلية في تلك المناطق والتي حافظت على قدر من الاستقلال الذاتي في عهد أسرة ماجادها.
احتل البانشالاس وادي نهر الغانج إلى الشمال الغربي ولا توجد مصادر تاريخية عن صراعهم مع ملوك ماجادها قبل فترة ناندا، لذلك يبدو أن ملوك الناندا هم الذين أخضعوهم، وتشير المصادر اليونانية أن الإسكندر كان سيواجه الملك أغرامس أحد ملوك ناندا إذا تقدم شرقًا في منطقة البنجاب، وهذا يشير إلى أن أراضي ناندا امتدت حتى نهر الغانج في غرب ولاية أوتار براديش الحالية.

## القوة العسكرية
غزا الإسكندر الأكبر شمال غرب الهند في زمن الملك أغرامس الذي يعتقد بأنه آخر ملوك ناندا في صيف عام 326 قبل الميلاد، ويذكر كورتيوس المؤرخ الذي يرافق الإسكندر أن جيش أغرامس تألف من 200 ألف من المشاة و20 ألف من الفرسان و300 فيل و2000 عربة خيول، في حين قام بلوتارك بتضخيم هذه الأرقام بشكل كبير باستثناء المشاة، ومن الممكن أن تكون الأرقام التي وصلت للإسكندر مبالغًا فيها من قبل السكان المحليين الذين رغبوا في تضليل الغزاة.
لم تتح لجيش مملكة ناندا فرصة مواجهة جيش الإسكندر الذي تمرد جنوده في نهر بيس ورفضوا الذهاب أبعد من ذلك في الشرق. بدأ جنود الإسكندر في التحريض على العودة إلى وطنهم في هيكاتومبيلوس في عام 330 قبل الميلاد بسبب المقاومة الشديدة التي قابلوها في شمال غرب الهند، وزاد التمرد عندما واجهوا احتمال الحرب مع جيش ناندا القوي، وأجبروا الإسكندر على الانسحاب من الهند.